# 世帯
世帯（せたい、英: family, household）とは、
- ひとつの家族として、独立して生活を営んでいる人々の集まり[1]。
- 「世帯」も「世帯主」も法律で定義されていない法律用語であるが、広辞苑は「世帯」を「住居および生計を共にする者の集団」という意味の法律用語であるとしている[2][3]。
- 日本語辞書[3][4][5][6]には、「世帯（せたい）」と「所帯（しょたい）」とが、各々の字義や読みや用例（使用法）の違いにも拘わらず、ほとんど同義語であるかのように説明されている場合があるが、そういう辞書の場合でさえ、「所帯（しょたい）」のほうにのみ、「一身に帯びるもの。官職。資産。身代。領土。」[4]、「もっている財産や得ている地位。身代。」[6]、「一戸を構えて、独立の生計を営むこと。」[4]、「一戸を構えて、独立の生計を営むこと。またその生活。」[6]、「住居および生計を一つにして営まれている生活体」[6]というように、「世帯」より遙かに具体的で明確な説明をしている。逆に言えば、「世帯」は、「所帯」より広漠とした、辞書編纂者でさえ心許（こころもと）ない、定義しにくい言葉と言える。
- ただし、国民健康保険税等の納税義務者および「家族手当」等の受給資格者という側面がある世帯主の法的定義に関しては、現行の住民基本台帳法（住民票、総務省管轄）の下でも「主として世帯の生計を維持する者」が必須の中心概念である事が判例により確定している[7]。この住民基本台帳法下での世帯主の定義を厚生労働省も是認しており、保険局長通知で都道府県知事に通知している[8]。

## 定義
世帯の定義は各国・各機関で一致しておらず、同じ国でも統計調査の目的から世帯の定義の見直しが行われることがある。
国連の定義によれば「世帯という概念は、個人またはグループで、彼または彼らに食物その他の生活必需品を提供するためにしつらえられた施設に関する概念」であるとし、1人世帯を「他人と協同することなく単独で自分自身の食物その他の生活必需品を準備する世帯」、多人数世帯を「2人以上の人が協同で食物その他の生活必需品を準備する世帯」としている。
日本も加盟している経済協力開発機構（OECD）でも、より包括的な社会状況の概念として世帯という概念を用いている。
歴史的に国家機関等が統計上ですべての人を把握する場合には次のような方法がとられてきた。
- 抽象的な戸を単位として同居・非同居にかかわらずに記録する方法
戸主とそれ以外の者を一つの世帯として捉える方法であり、未婚の子は親と別居していても同一の世帯として扱われる[12]。この方法では社会的に人の移動が頻繁になると行政が対象としている常住人口とのギャップが大きくなる[11]。
- 日常の生活単位ごとに人々を把握する方法
人々を日常の生活単位ごとに把握する必要から生じた捉え方であるが、初期の人口調査では基準があいまいであった[11]。
- 日常的に同居している人々を家計の単位ごとに一つの世帯とする方法
この方法では生計が一緒でも住居が別であれば別世帯、同居していても生計が別であれば別世帯とする[11]。

## イギリス
英国の統計局の統計によると、英国の世帯数は、2014年時点でおよそ2670万世帯であった。そのうち28%が一人世帯であった。

## フランス
フランス語では「世帯」を「ménage(s) メナージュ」と言う。フランスの統計局 INSEEの統計によると、フランスの世帯数は、2012年時点で、およそ2830万世帯。その1/3が一人世帯であり、50歳以下の一人世帯は男性の割合が高いが、75歳以上の一人世帯では女性がかなりの多数派（80%）であり、配偶者を亡くした人（いわゆる「（老）未亡人」）である。カップルひと組だけしかおらず子供のいない世帯も増加した（26％）。これらふたつの事象（未亡人の一人世帯やカップルだけの世帯の増加）は、人口全体の高齢化が主たる原因である。

## 日本
日本においては、世帯とは、「実際に同一の住居で起居し、生計を同じくする者の集団」を、法律上一つの単位として取り扱う場合にいう。世帯は、基本的には複数の親族によって構成される。しかし、親族以外の者であっても、実際に同一の住居で起居し、生計を同じくしている限り、同一の世帯に属する。近年では、女性の社会進出に伴い、女性が仕事上の理由などで姓を変更を避けるために事実婚をしている場合でも「夫（未届け）」「妻（未届け）」という記載によって同一世帯とすることができる。
また、一人暮らしであっても独立した住居で独立した生計を営んでいる場合には、世帯として扱われる（独居世帯）。
法律上、「主として世帯の生計を維持する者」が「世帯主（せたいぬし）」とされる。世帯主を含めた世帯の構成員を「世帯員（せたいいん）」という。世帯の「世帯主」は、戸籍の「筆頭者」とは違い、「世帯主変更届」や世帯分離や世帯統合により随時変更可能である。なお、同じ住居で共同生活していても生計を別にしている場合はそれだけで別世帯として扱われ、世帯主も複数存在する事になる（二世帯住宅など）。
住民票上の「世帯」「世帯主」は、住民基本台帳法および住民基本台帳事務処理要領の規定により、「世帯」ごとに編成される。
生活保護法では、保護の要否および程度は、世帯を単位として定められる（生活保護法10条「世帯単位の原則」など）。
各種定額給付金の申請・受給手続きも世帯単位で行われる。例えば、「職業訓練受講給付金（求職者支援制度）」の場合、受給条件として「世帯全体の収入が月25万円以下」「世帯全体の金融資産が300万円以下」が明記されている。
国勢調査などの社会調査の際に、同じ「世帯」「世帯主」という言葉が、別定義の下に使われている事も多い（総務省統計局の国勢調査令、厚生労働省の「世帯動態調査」の「用語の解説」）。
なお、世帯および世帯主の定義に関しては、世帯全体の生計、端的に言えば、国民健康保険税や国民年金保険税や介護保険税の納税義務者としての世帯主あるいは「家族手当」等の受給者としての世帯主に重点を置き世帯員個々の住所を度外視している法律上の定義と、生計（収入）を度外視して住所にのみ重点を置いている住民票や統計上での定義とがしばしば矛盾するため、しかも担当公務員や担当職員たちがこれらの矛盾を解消せず無理やり強行し続けたがるため、世帯・世帯主に関する質問・苦情・裁判が発生すべくして発生し続け、他方、社会保険・社会福祉の給付増（子供を保育園に入園させやすくする、など）や負担減（国民健康保険税の請求額が少なくなる、など）を目的とした意図的な世帯分離や実態無視の世帯主変更も後を絶たない。

### 世帯数
国勢調査によると、日本の世帯数の推移は以下の通りである。
- 1985年（昭和60年） - 3798万（うち単独世帯789万5000）
- 1990年（平成2年） - 4067万（同939万）
- 1995年（平成7年） - 4390万（同1123万9000）
- 2000年（平成12年） - 4678万2000（同1291万1000）
- 2005年（平成17年） - 4906万3000（同1445万7000）
- 2010年（平成22年） - 5195万0504（同1678万5000）

一世帯当りの平均人員は、2010年時点で2.46。
- 1人世帯 - 1678万4507
- 2人世帯 - 1412万5840
- 3人世帯 - 942万1831
- 4人世帯 - 746万0339
- 5人以上の世帯 - 674万0965

以上1億2554万5603人以外に、施設等の世帯人員が251万1749人である。
都道府県別に平均人員の上位、下位の5都道府県を挙げる。
- 山形 - 3.007
- 福井 - 2.925
- 佐賀 - 2.880
- 富山 - 2.851
- 新潟 - 2.829
- 岐阜 - 2.822

- 東京 - 2.058
- 北海道 - 2.271
- 大阪 - 2.313
- 鹿児島 - 2.339
- 京都 - 2.349

総務省統計局では、経済構成別の世帯数も公表している。2005年の例を以下に掲げる。
- 農・林・漁業就業者世帯 - 82万3000
- 農林漁業・非農林漁業就業者混合世帯 - 108万8000
- 非農林漁業就業者世帯 - 3470万6000
- 非就業者世帯 - 976万7000
- 分類不能の世帯 - 40万

### 厚生白書における世帯の内訳
1. 単独世帯
2. 核家族世帯
  1. 夫婦のみの世帯
  2. 夫婦と未婚の子のみの世帯
  3. 片親と未婚の子のみの世帯（＝父子世帯や母子世帯。ひとり親家庭）
3. 三世代世帯
4. その他の世帯

日本の世帯内訳の変化の特徴は、単身世帯・核家族の増加、家族構成員の減少にある。

### 世帯主
行政サービスが、個人宛てではなく、「世帯主」宛てとすることも行なわれている。選挙の投票所の入場整理券は、世帯主宛てに送られ、国民健康保険税は世帯主に課され、納税通知書などは世帯主に届けられる。
行政サービスを世帯主宛てとすることによって、コストが抑えられるともされるが、家庭内暴力等の理由でサービスが各個人に届かない可能性もある（特別定額給付金#対象者・給付額）。

### 日本関連項目
- 日本の人口統計